# Liste des chapitres de Hikaru no go
Cet article est un complément de l’article sur le manga Hikaru no go. Il contient la liste des volumes du manga parus en presse des différentes éditions.

## Volumes reliés

### Volumes 1 à 10
| no | Japonais        | Japonais      | Français          | Français      |
| no | Date de sortie  | ISBN          | Date de sortie    | ISBN          |
| --- | --------------- | ------------- | ----------------- | ------------- |
| 1 | 30 avril 1999   | 4-08-872717-7 | 1er novembre 2002 | 2-84580-255-2 |
| Titre du tome : Résurrection d'un génie du go (棋聖降臨, Kisei kōrin) Personnages en couverture : HikaruListe des chapitres : - 1re partie : Résurrection d'un génie du go (棋聖降臨, Kisei Kōrin) - 2e partie : Depuis un niveau extrêmement élevé (はるかな高み, Haruka na Takami) - 3e partie : Le point vital (死活の急所, Shikatsu no Kyūsho) - 4e partie : Des paroles inadmissibles (許せない暴言, Yurusenai Bōgen) - 5e partie : Akira montre ses crocs (牙を剝くアキラ, Kiba o Muku Akira) - 6e partie : Décapité d'un seul coup (一刀両断, Ittō Ryōdan) - 7e partie : 3 questions de Tsumégo (詰碁三題, Tsumego Sandai) |                 |               |                   |               |
| 2 | 9 août 1999     | 4-08-872751-7 | février 2003      | 2-84580-256-0 |
| Titre du tome : Sa première partie (初陣, Uijin) Personnages en couverture : SaïListe des chapitres : - 8e partie : Tu veux que je perde ? (負けようか？, Makeyō ka?) - 9e partie : Capitaine - Second - Troisième (大将・副将・三将, Taishō Fukushō Sanshō) - 10e partie : Sa première partie (初陣, Uijin) - 11e partie : Pressentiment d'un éveil (覚醒の予感, Kakusei no Yokan) - 12e partie : Germination (萌芽, Hōga) - 13e partie : Je n'irai plus jouer avec toi (おまえとは打たない, Omae to wa Utanai) - 14e partie : Il y a toujours plus fort que soi (上には上, Ue ni wa Ue) - 15e partie : Le jeu en miroir (マネ碁, Manego) - 16e partie : Conspiration sous la pluie (雨の中の謀議, Ame no Naka no Bōgi) |                 |               |                   |               |
| 3 | 9 octobre 1999  | 4-08-872777-0 | 29 mars 2003      | 2-84580-257-9 |
| Titre du tome : Avant le duel (前哨戦, Zenshōsen) Personnages en couverture : AkiraListe des chapitres : - 17e partie : Dégage de notre club ! (囲碁部をでてけよ！, Igobu o Deteke yo!) - 18e partie : Si tu n'avais pas été là (アンタさえいなけりや, Anta sae Inakeri ya) - 19e partie : 1000 yens par partie (一局千円, Ikkyoku Sen'en) - 20e partie : Le 3e membre (3人目のメンバー, Sanninme no Menbā) - 21e partie : Un acte ignoble (最も卑劣な行為, Motto mo Hiretsu na Kōi) - 22e partie : Shusaku Honïnbo (本因坊秀策, Hon'inbō Shūsaku) - 23e partie : Les appréhensions de Tsutsui (筒井の懸念, Tsutsui no Kenen) - 24e partie : Le troisième de Kaïo (筒井の懸念, Tsutsui no Kenen) - 25e partie : Avant le duel (前哨戦, Zenshōsen) |                 |               |                   |               |
| 4 | 7 décembre 1999 | 4-08-872800-9 | 30 mai 2003       | 2-84580-334-6 |
| Titre du tome : Vision de Dieu (神の幻影, Kami no Genei) Personnages en couverture : Mitani, Hikaru et TsutsuiListe des chapitres : - 26e partie : C'est toi qui joues ! (おまえ打て, Omae Ute) - 27e partie : La troisième partie (3度目の対局, Sandome no Taikyoku) - 28e partie : Vision d'un Dieu (神の幻影, Kami no Gen'ei) - 29e partie : zelda (zelda, Zeruda) - 30e partie : sai - 31e partie : who is saiWho is sai? (Fū Izu Sai?) - 32e partie : he is not sai (He is not sai., Hī Izu Notto Sai.) - 33e partie : akira - 34e partie : Souvenir d'une partie (追憶の一局, Tsuioku no Ikkyoku) |                 |               |                   |               |
| 5 | 7 février 2000  | 4-08-872826-2 | 25 juillet 2003   | 2-84580-335-4 |
| Titre du tome : La première étape (始動, Shidō) Personnages en couverture : KagaListe des chapitres : - 35e partie : Sai vs Akira (sai vs akira, Sai bāsasu Akira) - 36e partie : Le vrai visage de Sai (saiの正体, Sai no Shōtai) - 37e partie : Le deuxième trimestre (2学期, Nigakki) - 38e partie : Mille ans d'égoïsme (千年のワガママ, Sennen no Wagamama) - 39e partie : Je veux évaluer ton talent (実力を知りたい, Jitsuryoku o Shiritai) - 40e partie : La première étape (始動, Shidō) - 41e partie : Le club de go en pleine ébullition (沸き立つ囲碁部, Wakitatsu Igobu) - 42e partie : À chacun sa décision (それぞれの決断, Sorezore no Ketsudan) - 43e partie : Un pas supplémentaire (更なる一歩, Saranaru Ippo) |                 |               |                   |               |
| 6 | 9 avril 2000    | 4-08-872849-1 | 26 septembre 2003 | 2-84580-336-2 |
| Titre du tome : Examen d'Inseï (院生試験, Insei Shiken) Personnages en couverture : SaïListe des chapitres : - 44e partie : L'examen d'inseï (院生試験, Insei Shiken) - 45e partie : Un café noir sans sucre (ブラックコーヒー, Burakku Kōhī) - 46e partie : Le détonateur (起爆剤, Kibakuzai) - 47e partie : La chambre du profond mystère (幽玄の間, Yūgen no Ma) - 48e partie : Ôza vs Akira (王座vs.アキラ①, Ōza bāsasu Akira ①) - 49e partie : Ôza vs Akira 2 (王座vs.アキラ②, Ōza bāsasu Akira ②) - 50e partie : Ôza vs Akira 3 (王座vs.アキラ③, Ōza bāsasu Akira ③) - 51e partie : Un lieu empreint de nostalgie (時々もどりたい場所, Tokidoki Modoritai Basho) - Spécial : L'incendie du temple Honno-Ji (—葉瀬中アクターズ— 本能寺炎上, -Haze-chū Akutāzu- Honnō-ji Enjō) |                 |               |                   |               |
| 7 | 7 juin 2000     | 4-08-872873-4 | 31 octobre 2003   | 2-84580-397-4 |
| Titre du tome : Le tournoi des jeunes lions (若師子戦, Wakajishisen) Personnages en couverture : Hikaru et WayaListe des chapitres : - 52e partie : Deux groupes d'étude (ふたつの研究会, Futatsu no Kenkyūkai) - 53e partie : Inquiétudes (気がかり, Kigakari) - 54e partie : Tous en avant vers demain (誰もが明日へ, Dare mo ga Asu e) - 55e partie : Bienvenue en classe 1 (ようこそ1組へ, Yōkoso Hitokumi e) - 56e partie : L'élève de Sai (saiの弟子, Sai no Deshi) - 57e partie : L'après (それから, Sore kara) - 58e partie : Le tournoi des jeunes lions (若獅子戦, Wakajishisen) - 59e partie : Akira se retourne (ふりむいた塔矢, Furimuita Tōya) - 60e partie : L'examen de professionnel approche (迫る！プロ試験, Semaru! Puro Shiken) |                 |               |                   |               |
| 8 | 9 août 2000     | 4-08-872894-7 | 30 janvier 2004   | 2-84580-425-3 |
| Titre du tome : 4e jour des éliminatoires (本戦開始, Honsenkaishi) Personnages en couverture : AkiraListe des chapitres : - 61e partie : Kuwabara Honïnbo (桑原本因坊, Kuwabara Hon'inbō) - 62e partie : Puis-je jouer ? (私が打っても？, Watashi ga Utte mo?) - 63e partie : J'y suis arrivé ! (ここまで来たぜ, Koko made Kita ze) - 64e partie : L'homme du 1er jour des éliminatoires (プロ試験予選初日の男, Puro Shiken Yosen Shonichi no Otoko) - 65e partie : En quête de 3 victoires (3勝をめざして, Sanshō o Mezashite) - 66e partie : Le 2e jour des éliminatoires (プロ試験予選2日目, Puro Shiken Yosen Futsukame) - 67e partie : Le 3e jour des éliminatoires (プロ試験予選3日目, Puro Shiken Yosen Mikkame) - 68e partie : Suite du 4e jour des éliminatoires (プロ試験予選4日目 そして——, Puro Shiken Yosen Yokame Soshite——) - 69e partie : Formation d'une équipe ! (チーム結成！, Chīmu Kessei!) - Spécial : L'incendie du temple Honno-Ji (répétition) (—葉瀬中アクターズ— 本能寺炎上[リハーサル], -Haze-chū Akutāzu- Honnō-ji Enjō [Rihāsaru]) |                 |               |                   |               |
| 9 | 9 octobre 2000  | 4-08-873022-4 | 26 mars 2004      | 2-84580-426-1 |
| Titre du tome : L'examen principal commence (プロ試験予選４日目そして, Puro shiken yosen yokka me soshite) Personnages en couverture : Hikaru et Su-Yong HongListe des chapitres : - 70e partie : Entraînement ! Entraînement !! (特訓！特訓‼, Tokkun! Tokkun‼) - 71e partie : Je ne dois pas gagner (勝ってはならない, Katte wa Naranai) - 72e partie : 4 personnes (4人, Yonin) - 73e partie : Une troublante coïncidence (完璧な偶然, Kanpeki na Gūzen) - 74e partie : Su-Yong Hong (洪 秀英, Hon Suyon) - 75e partie : Un seul vainqueur (勝者は1人, Shōsha wa Hitori) - 76e partie : Mon nom est... (オレの名は, Ore no Na wa) - 77e partie : L'examen principal commence (本戦開始, Honsen Kaishi) - 78e partie : L'influence d'une série de victoires (連勝の波紋, Renshō no Hamon) |                 |               |                   |               |
| 10 | 9 décembre 2000 | 4-08-873047-X | mai 2004          | 2-84580-454-7 |
| Titre du tome : La planche de salut (起死回生, Kishikaisei) Personnages en couverture : Hikaru, Isumi et WayaListe des chapitres : - 79e partie : Hikaru vs Tsubaki (ヒカルvs椿, Hikaru bāsasu Tsubaki) - 80e partie : Un remplaçant (身代わり, Migawari) - 81e partie : Une partie prudente (慎重な一局, Shinchō na Ikkyoku) - 82e partie : Un moment diabolique (魔の一瞬, Ma no Isshun) - 83e partie : Pour une victoire (色星の行方, Iroboshi no Yukue) - 84e partie : Waya vs Ochi (和谷vs越智, Waya bāsasu Ochi) - 85e partie : La planche de salut (起死回生, Kishi Kaisei) - 86e partie : Incertitudes (予断許さず, Yodan Yurusazu) - 87e partie : Qui joue noir ? (この黒は誰？, Kono Kuro wa Dare?) |                 |               |                   |               |

### Volumes 11 à 20
| no | Japonais         | Japonais      | Français          | Français      |
| no | Date de sortie   | ISBN          | Date de sortie    | ISBN          |
| --- | ---------------- | ------------- | ----------------- | ------------- |
| 11 | 7 mars 2001      | 4-08-873086-0 | 30 juillet 2004   | 2-84580-455-5 |
| Titre du tome : Combats acharnés (激戦, Gekisen) Personnages en couverture : Hikaru et SaïListe des chapitres : - 88e partie : Le premier reçu à l'examen (1一目の合格者, Hitorime no Gōkakusha) - 89e partie : Toujours ensemble (いつもいっしょ, Itsu mo Issho) - 90e partie : Viens parmi les pros ! (プロへ来い！, Puro e Koi!) - 91e partie : J'ai perdu (負けました) - 92e partie : Pour vaincre Hikaru Shindo (打倒進藤, Datō Shindō) - 93e partie : La dernière partie de l'examen (プロ試験最終戦, Puro Shiken Saishūsen) - 94e partie : Combats acharnés (激戦, Gekisen) - 95e partie : Le deuxième reçu à l'examen (2人目の合格者, Futarime no Gōkakusha) - 96e partie : Enfin ! (やっと！, Yatto!)                                                     |                  |               |                   |               |
| 12 | 6 mai 2001       | 4-08-873110-7 | 30 septembre 2004 | 2-84580-456-3 |
| Titre du tome : Les Shin Shodan séries (新初段シリーズ, Shinshodan shiriizu) Personnages en couverture : Hikaru, Waya, Ochi, Akira, Saéki et OgataListe des chapitres : - 97e partie : Des professionnels l'attendent (待ちうけるプロ達, Machiukeru Puro-tachi) - 98e partie : Shin Shodan series (新初段シリーズ, Shinshodan Shirīzu) - 99e partie : C'est moi qui joue (私が打つ, Watashi ga Utsu) - 100e partie : La longue réflexion de Hikaru (ヒカルの長考, Hikaru no Chōkō) - 101e partie : Une partie ambiguë (不透明な一局, Futōmei na Ikkyoku) - 102e partie : Promesse d'une autre partie (再戦を期して, Saisen o Kishite) - 103e partie : La fausse signature (偽りの署名, Itsuwari no Shomei) - 104e partie : Kurata 6 Dan (倉田六段, Kurata Rokudan) |                  |               |                   |               |
| 13 | 8 août 2001      | 4-08-873144-1 | 26 novembre 2004  | 2-84580-457-1 |
| Titre du tome : Première partie de pro (プロ第一戦, Puro Daiissen) Personnages en couverture : SaïListe des chapitres : - 105e partie : Première partie de pro (プロ第一戦, Puro Daiissen) - 106e partie : Pression (プレッシャー, Puresshā) - 107e partie : L'aveu (告白, Kokuhaku) - 108e partie : Seuls dans une chambre d'hôpital (2人きりの病室, Futari kiri Byōshitsu) - 109e partie : toya koyo (Tōya Kōyō) - 110e partie : Le cœur battant (昂る心, Takaburu Kokoro) - 111e partie : Le retour de sai (sai再び, Sai Futatabi) - 112e partie : sai contre toya koyo 1 (sai vs toya koyo①, Sai bāsasu Tōya Kōyō ①) - 113e partie : sai contre toya koyo 2 (sai vs toya koyo②, Sai bāsasu Tōya Kōyō ②)                                                        |                  |               |                   |               |
| 14 | 9 octobre 2001   | 4-08-873169-7 | 28 janvier 2005   | 2-84580-458-X |
| Titre du tome : Sai contre Toya Koyo (さいvsとやこよ, Sai vs Toya Koyo) Personnages en couverture : HikaruListe des chapitres : - 114e partie : sai contre toya koyo 3 (sai vs toya koyo③, Sai bāsasu Tōya Kōyō ③) - 115e partie : sai contre toya koyo 4 (sai vs toya koyo④, Sai bāsasu Tōya Kōyō ④) - 116e partie : La réponse à sa quête millénaire (千年の答, Sennen no Kotoe) - 117e partie : La révélation (発覚, Hakkaku) - 118e partie : La poursuite (追及, Tsuikyū) - 119e partie : Un test pour son talent (力試し, Chikaradameshi) - 120e partie : Une partie de go unicolore (一色碁, Isshokugo) - 121e partie : La retraite de Koyo Toya (塔矢行洋引退！, Tōya Kōyō Intai!) - Spécial : Invite-moi, Waya ! (おごって♡和谷くん！, Ogotte ♡ Waya-kun!) |                  |               |                   |               |
| 15 | 29 décembre 2001 | 4-08-873215-4 | 25 mars 2005      | 2-84580-459-8 |
| Titre du tome : Adieu ! (さよなら, Sayonara) Personnages en couverture : SaïListe des chapitres : - 122e partie : Hikaru, espèce d'idiot ! (ヒカルのばかっ, Hikaru no Baka) - 123e partie : Je ne veux pas disparaître !!! (消えたくない!!!, Kietakunai!!!) - 124e partie : Adieu (さよなら) - 125e partie : Saï a disparu ? (佐為が消えた？, Sai ga Kieta?) - 126e partie : À la recherche de Saï (佐為をたずねて, Sai o Tazunete) - 127e partie : Le meilleur joueur de Hiroshima (広島最強棋士, Hiroshima Saikyō Kishi) - 128e partie : Le dernier indice (最後の手がかり, Saigo no Tegakari) - 129e partie : Reviens ! (もどって来い！, Modotte Koi!) - 130e partie : Je ne joue plus (もう打たない, Mō Utanai)                                                |                  |               |                   |               |
| 16 | 9 mars 2002      | 4-08-873232-4 | 27 mai 2005       | 2-84580-460-1 |
| Titre du tome : La fédération chinoise (中国棋院, Chūgoku kiin) Personnages en couverture : IsumiListe des chapitres : - 131e partie : La fédération chinoise (中国棋院, Chūgoku Kiin) - 132e partie : Lè Ping (楽平, Rē Pin) - 133e partie : L'épreuve d'Isumi (試される伊角, Tamesareru Isumi) - 134e partie : Les conseils de Yang Hai (楊海の助言, Yan Hai no Jogen) - 135e partie : Isumi contre Lè Ping (伊角vs楽平, Isumi bāsasu Rē Pin) - 136e partie : Défaites par forfait (不戦敗、不戦敗…, Fusenpai, Fusenpai…) - 137e partie : Le dernier tournoi (最後の大会, Saigo no Taikai) - 138e partie : Une visite (訪問者, Hōmonsha) - 139e partie : À partir de cette partie (この一局から, Kono Ikkyoku kara)                                              |                  |               |                   |               |
| 17 | 9 juin 2002      | 4-08-873268-5 | 29 juillet 2005   | 2-84580-461-X |
| Titre du tome : Un sourire nostalgique (なつかしい笑顔, Natsukashii egao) Personnages en couverture : SaïListe des chapitres : - 140e partie : Décision (決心, Kesshin) - 141e partie : Son come-back (復帰初戦, Fukki Shosen) - 142e partie : Le départ de la course (走り出した2人, Hashiridashita Futari) - 143e partie : Secousse dans le monde du go (碁界鳴動, Gokai Meidō) - 144e partie : Le jour tant attendu (漸くこの日が, Yōyaku Kono Hi ga) - 145e partie : Hikaru contre Akira (ヒカルvsアキラ, Hikaru bāsasu Akira) - 146e partie : Hikaru no go (ヒカルの碁) - 147e partie : Le seul à savoir (ボクだけがわかる, Boku dake ga Wakaru) - 148e partie : Un sourire nostalgique (なつかしい笑顔, Natsukashii Egao)                                    |                  |               |                   |               |
| 18 | 7 août 2002      | 4-08-873289-8 | 30 septembre 2005 | 2-84580-462-8 |
| Titre du tome : Hors-série (番外編, Bangaihen) Personnages en couverture : NaseListe des chapitres : - 1re nouvelle : Akira Toya (塔矢アキラ, Tōya Akira) - 2e nouvelle : Tetsuo Kaga (加賀鉄男) - 3e nouvelle : Asumi Nasé (奈瀬明日美, Nase Asumi) - 4e nouvelle : Yuki Mitani (三谷祐輝, Mitani Yūki) - 5e nouvelle : Atsushi Kurata (倉田厚) - 6e nouvelle : Saï Fujiwara (藤原佐為) |                  |               |                   |               |
| 19 | 9 octobre 2002   | 4-08-873332-0 | 23 novembre 2005  | 2-84580-463-6 |
| Titre du tome : Le meilleur des Shodan (最強初段, Saikyō shodan) Personnages en couverture : HikaruListe des chapitres : - 149e partie : Le meilleur des Shodan (最強初段, Saikyō Shodan) - 150e partie : Une nouvelle scène (新しい舞台, Atarashii Butai) - 151e partie : Moi aussi (オレだって！, Ore Datte!) - 152e partie : L'ennemi aux 7 dan (相手は七段, Aite wa Nanadan) - 153e partie : Un pas en avant (一歩前へ！, Ippo Mae e!) - 154e partie : Ueshima à la rescousse (上島見参！, Ueshima Kenzan!) - 155e partie : Eux absents (来ない2人, Konai Futari) - 156e partie : Hikaru contre Kadowaki (ヒカルvs門脇, Hikaru bāsasu Kadowaki) |                  |               |                   |               |
| 20 | 11 janvier 2003  | 4-08-873365-7 | 16 février 2006   | 2-84580-464-4 |
| Titre du tome : Yashiro contre Hikaru (社vsヒカル, Yashiro vs Hikaru) Personnages en couverture : YashiroListe des chapitres : - 157e partie : Souvenirs (思い出, Omoide) - 158e partie : Le premier coup au Tengen (初手天元, Shote Tengen) - 159e partie : La Kansaï Ki-in (関西棋院, Kansai Kiin) - 160e partie : Une seconde d'hésitation (一瞬の気後れ, Isshun no Kiokure) - 161e partie : Les jeunes lions (若獅子達, Wakajishi-tachi) - 162e partie : Cérémonie de fin d'études (卒業式, Sotsugyōshiki) - 162e partie : Qui sera membre ? (メンバーは誰に？, Menbā wa Dare ni?) - 164e partie : Yashiro contre Hikaru (社vsヒカル, Yashiro bāsasu Hikaru) - 165e partie : Le second coup au Tengen (２手目天元, Niteme Tengen)                              |                  |               |                   |               |

### Volumes 21 à 23
| no | Japonais         | Japonais      | Français       | Français      |
| no | Date de sortie   | ISBN          | Date de sortie | ISBN          |
| --- | ---------------- | ------------- | -------------- | ------------- |
| 21 | 9 avril 2003     | 4-08-873408-4 | 5 avril 2006   | 2-84580-465-2 |
| Titre du tome : En route pour la coupe Hokuto (北斗杯会場へ, Hokutohaikaijōhe) Personnages en couverture : Yeong-Ha KoListe des chapitres : - 166e partie : Défaite de Yashiro (社 敗れる！, Yashiro Yabureru!) - 167e partie : Les adolescents (少年達, Shōnen-tachi) - 168e partie : Un mois avant la coupe Hokuto (北斗杯 1か月前, Hokutohai Ikkagetsu Mae) - 169e partie : Tant d'attente derrière eux ! (期待を背に‼, Kitai o Se ni‼) - 170e partie : La fédération coréenne de Go (韓国棋院, Kankoku Kiin) - 171e partie : La seule preuve de son existence (存在の証, Sonzai no Akashi) - 172e partie : Chez Toya (塔矢邸, Tōya-tei) - 173e partie : Akira Toya, capitaine (大将は塔矢, Taishō wa Tōya) - 174e partie : En route pour la coupe Hokuto (北斗杯会場へ, Hokutohai Kaijō e) |                  |               |                |               |
| 22 | 9 juin 2003      | 4-08-873432-7 | 15 juin 2006   | 2-84580-466-0 |
| Titre du tome : À bas Yeong-ha Ko (打倒高永夏, Datō Ko Yonha) Personnages en couverture : Différents pros de la sérieListe des chapitres : - 175e partie : Su-yong et Yeong-ha (秀英と永夏, Suyon to Yonha) - 176e partie : Provocation (挑発, Chōhatsu) - 177e partie : Désignez-moi capitaine ! (オレを大将にして！, Ore o Taishō ni Shite!) - 178e partie : Chine vs Japon 1 (中国vs日本①, Chūgoku bāsasu Nihon ①) - 179e partie : Chine vs Japon 2 (中国vs日本②, Chūgoku bāsasu Nihon ②) - 180e partie : Chine vs Japon 3 (中国vs日本③, Chūgoku bāsasu Nihon ③) - 181e partie : Chine vs Japon 4 (中国vs日本④, Chūgoku bāsasu Nihon ④) - 182e partie : À bas Yeong-ha Ko (打倒高永夏, Datō Ko Yonha) - 183e partie : Une question de Yeong-ha (永夏の問い, Yonha no Toi)                   |                  |               |                |               |
| 23 | 9 septembre 2003 | 4-08-873504-8 | 17 août 2006   | 2-84580-467-9 |
| Titre du tome : Une voix vous appelle (あなたに呼びかけている, Anata ni yobikakete iru) Personnages en couverture : Hikaru et AkiraListe des chapitres : - 184e partie : Japon vs Corée 1 (日本vs韓国①, Nihon bāsasu Kankoku ①) - 185e partie : Japon vs Corée 2 (日本vs韓国②, Nihon bāsasu Kankoku ②) - 186e partie : Japon vs Corée 3 (日本vs韓国③, Nihon bāsasu Kankoku ③) - 187e partie : Japon vs Corée 4 (日本vs韓国④, Nihon bāsasu Kankoku ④) - 188e partie : Fin de la partie (終局, Shūkyoku) - 189e partie : Une voix vous appelle (あなたに呼びかけている, Anata ni Yobikakete Iru) - Supplément 1 : Saï Fujiwara contre Akira Toya (藤原佐為vs塔矢アキラ, Fujiwara no Sai bāsasu Tōya Akira) - Supplément 2 : Shoji ! Oka ! (庄司君っ！岡君っ！, Shōji-kun'! Oka-kun'!)            |                  |               |                |               |

### Édition Deluxe
| no | Japonais         | Japonais          | Français         | Français          |
| no | Date de sortie   | ISBN              | Date de sortie   | ISBN              |
| -- | ---------------- | ----------------- | ---------------- | ----------------- |
| 1  | 4 février 2009   | 978-4-08-782206-9 | 27 juin 2012     | 978-2-7595-0565-4 |
| 2  | 4 février 2009   | 978-4-08-782207-6 | 5 septembre 2012 | 978-2-7595-0566-1 |
| 3  | 4 mars 2009      | 978-4-08-782208-3 | 14 novembre 2012 | 978-2-7595-0567-8 |
| 4  | 4 mars 2009      | 978-4-08-782209-0 | 13 février 2013  | 978-2-7595-0568-5 |
| 5  | 3 avril 2009     | 978-4-08-782210-6 | 5 juin 2013      | 978-2-7595-0569-2 |
| 6  | 3 avril 2009     | 978-4-08-782211-3 | 5 février 2014   | 978-2-7560-5512-1 |
| 7  | 1 mai 2009       | 978-4-08-782212-0 | 18 février 2015  | 978-2-7560-5602-9 |
| 8  | 1 mai 2009       | 978-4-08-782213-7 | 25 novembre 2015 | 978-2-7560-5603-6 |
| 9  | 4 juin 2009      | 978-4-08-782214-4 | 6 avril 2016     | 978-2-7560-5604-3 |
| 10 | 3 juillet 2009   | 978-4-08-782215-1 | 1er mars 2017    | 9782756056050     |
| 11 | 4 août 2009      | 978-4-08-782216-8 | 29 novembre 2017 | 978-2-7560-5606-7 |
| 12 | 4 septembre 2009 | 978-4-08-782217-5 | 16 mars 2018     | 978-2-7560-5607-4 |
| 13 | 2 octobre 2009   | 978-4-08-782218-2 | 23 janvier 2019  | 978-2-7560-5608-1 |
| 14 | 4 novembre 2009  | 978-4-08-782219-9 | 2 octobre 2019   | 978-2-7560-5609-8 |
| 15 | 4 décembre 2009  | 978-4-08-782220-5 | 2 décembre 2020  | 978-2-7560-5610-4 |
| 16 | 4 janvier 2010   | 978-4-08-782221-2 |                  |                   |
| 17 | 4 février 2010   | 978-4-08-782222-9 |                  |                   |
| 18 | 4 mars 2010      | 978-4-08-782223-6 |                  |                   |
| 19 | 2 avril 2010     | 978-4-08-782224-3 |                  |                   |
| 20 | 30 avril 2010    | 978-4-08-782225-0 |                  |                   |

### Édition bunko
| no | Japonais        | Japonais          |
| no | Date de sortie  | ISBN              |
| -- | --------------- | ----------------- |
| 1  | 17 février 2012 | 978-4-08-619328-3 |
| 2  | 17 février 2012 | 978-4-08-619329-0 |
| 3  | 16 mars 2012    | 978-4-08-619330-6 |
| 4  | 16 mars 2012    | 978-4-08-619331-3 |
| 5  | 18 avril 2012   | 978-4-08-619332-0 |
| 6  | 18 avril 2012   | 978-4-08-619333-7 |
| 7  | 18 mai 2012     | 978-4-08-619334-4 |
| 8  | 18 mai 2012     | 978-4-08-619335-1 |
| 9  | 15 juin 2012    | 978-4-08-619336-8 |
| 10 | 15 juin 2012    | 978-4-08-619337-5 |
| 11 | 18 juillet 2012 | 978-4-08-619338-2 |
| 12 | 18 juillet 2012 | 978-4-08-619339-9 |

### Fanbook
| no | Japonais       | Japonais      | Français       | Français      |
| no | Date de sortie | ISBN          | Date de sortie | ISBN          |
| --- | -------------- | ------------- | -------------- | ------------- |
| Hors série | 4 avril 2002   | 4-08-873278-2 | 17 mai 2006    | 2-84580-760-0 |
| Titre du tome : japonais : Gorgeous ☆ Characters Guide (Magnifique Guide des Personnages) (ヒカルの碁―碁ジャス☆キャラクターズガイド, Hikaru no Go - Gojasu Kyarakutāzu Gaido) Personnages en couverture : Hikaru, Saï, Ochi, Waya, Isumi, Nase, Mitani et AkiraListe des chapitres : Kifu de parties de go apparues dans les précédents volumes 126 personnages décrits Go Weekly « Hikaru » n°29 en encart 1re partie : Hikaru et Saï 2e partie : Akira Toya 3e partie : les clubs de go des collèges 4e partie : les insei de la Nihon Ki-in 5e partie : les professionnels de go 6e partie : le go à l'international Chronologie de Hikaru no go Histoire inédite !!! Mille ans d'errance |                |               |                |               |

### Édition japonaise
Première édition
1. 1 2  Tome 1
2. 1 2  Tome 2
3. 1 2  Tome 3
4. 1 2  Tome 4
5. 1 2  Tome 5
6. 1 2  Tome 6
7. 1 2  Tome 7
8. 1 2  Tome 8
9. 1 2  Tome 9
10. 1 2  Tome 10
11. 1 2  Tome 11
12. 1 2  Tome 12
13. 1 2  Tome 13
14. 1 2  Tome 14
15. 1 2  Tome 15
16. 1 2  Tome 16
17. 1 2  Tome 17
18. 1 2  Tome 18
19. 1 2  Tome 19
20. 1 2  Tome 20
21. 1 2  Tome 21
22. 1 2  Tome 22
23. 1 2  Tome 23

Édition Deluxe
1. 1 2  Tome 1
2. 1 2  Tome 2
3. 1 2  Tome 3
4. 1 2  Tome 4
5. 1 2  Tome 5
6. 1 2  Tome 6
7. 1 2  Tome 7
8. 1 2  Tome 8
9. 1 2  Tome 9
10. 1 2  Tome 10
11. 1 2  Tome 11
12. 1 2  Tome 12
13. 1 2  Tome 13
14. 1 2  Tome 14
15. 1 2  Tome 15
16. 1 2  Tome 16
17. 1 2  Tome 17
18. 1 2  Tome 18
19. 1 2  Tome 19
20. 1 2  Tome 20

Édition bunko
1. 1 2  Tome 1
2. 1 2  Tome 2
3. 1 2  Tome 3
4. 1 2  Tome 4
5. 1 2  Tome 5
6. 1 2  Tome 6
7. 1 2  Tome 7
8. 1 2  Tome 8
9. 1 2  Tome 9
10. 1 2  Tome 10
11. 1 2  Tome 11
12. 1 2  Tome 12

### Édition française
Première édition
1. 1 2  Tome 1
2. 1 2  Tome 2
3. 1 2  Tome 3
4. 1 2  Tome 4
5. 1 2  Tome 5
6. 1 2  Tome 6
7. 1 2  Tome 7
8. 1 2  Tome 8
9. 1 2  Tome 9
10. 1 2  Tome 10
11. 1 2  Tome 11
12. 1 2  Tome 12
13. 1 2  Tome 13
14. 1 2  Tome 14
15. 1 2  Tome 15
16. 1 2  Tome 16
17. 1 2  Tome 17
18. 1 2  Tome 18
19. 1 2  Tome 19
20. 1 2  Tome 20
21. 1 2  Tome 21
22. 1 2  Tome 22
23. 1 2  Tome 23

Édition Deluxe
1. 1 2  Tome 1
2. 1 2  Tome 2
3. 1 2  Tome 3
4. 1 2  Tome 4
5. 1 2  Tome 5
6. 1 2  Tome 6
7. 1 2  Tome 7
8. 1 2  Tome 8
9. 1 2  Tome 9
10. 1 2  Tome 10
11. 1 2  Tome 11
12. 1 2  Tome 12
13. 1 2  Tome 13
14. 1 2  Tome 14
15. 1 2  Tome 15